# Thiên hà Seyfert

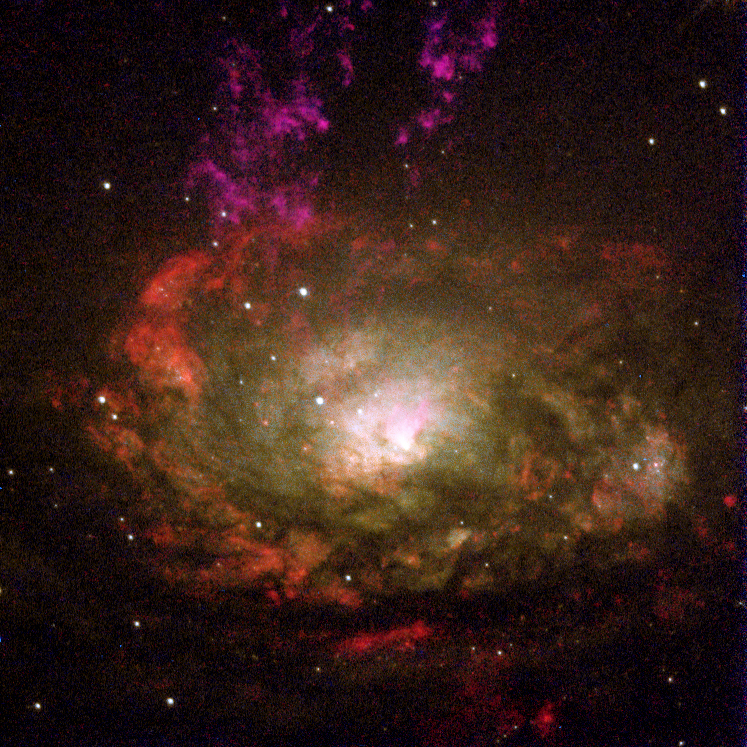
Thiên hà Viên Quy, thiên hà Seyfert Type II

Thiên hà Seyfert là một trong hai nhóm thiên hà hoạt động lớn nhất, cùng với các quasar. Chúng có nhân giống quasar (rất sáng, xa và là nguồn phát bức xạ điện từ lớn) với độ sáng bề mặt rất cao, thể hiện qua một quang phổ có những đường phát xạ của trạng thái ion hóa cao và mạnh, nhưng không giống quasar, thiên hà chủ của chúng có thể được xác định rõ ràng.
Thiên hà Seyfert chiếm khoảng 10% tổng số thiên hà và là một trong những vật thể được nghiên cứu nhiều nhất trong thiên văn học, chúng trước kia được cho là có nguồn năng lượng từ những hiện tượng tương tự xảy ra trong các quasar, mặc dù chúng gần hơn và sáng yếu hơn các quasar.
Thiên hà Seyfert được đặt tên theo Carl Seyfert, người đầu tiên miêu tả phân loại này vào năm 1943.